# Świątynia Harmonii i Pokoju
Świątynia Harmonii i Pokoju, świątynia Lamy (chiń. upr. 雍和宫; pinyin Yōnghégōng; dosł. „Pałac Pokoju i Harmonii”) – klasztor buddyjski szkoły gelug, znajdujący się w Pekinie. Jeden z największych i najważniejszych klasztorów buddyzmu tybetańskiego na świecie.

## Historia
Wybudowany w 1694 roku przez cesarza Kangxi jako rezydencja jego czwartego syna, przyszłego cesarza Yongzhenga. Po wstąpieniu Yongzhenga na tron w 1722 roku budynek został podzielony i w jednej z jego części zainstalowano klasztor buddyjski.  Nieco później część pałacowa spłonęła; w 1725 część świątynną nazwano Yonghegong, a w 1744 kompleks został oficjalnie ogłoszony klasztorem.
Od 1949 roku uznawany za chroniony zabytek historyczny, gruntownie odrestaurowany po 1979 roku. Dzięki działaniom premiera Zhou Enlaia budynek klasztoru przetrwał nienaruszony czasy rewolucji kulturalnej i w 1981 roku został ponownie otwarty.

## Architektura
Budynek łączy w sobie elementy architektury chińskiej i tybetańskiej, częściowo także mongolskiej. Ze względu na swoją pierwotną funkcję odróżnia się od innych klasztorów buddyjskich, przypominając bardziej pałac. Zajmuje powierzchnię 66,400 metrów kwadratowych. Ściany są koloru czerwonego, zaś dachy pokryto żółtymi płytkami. Po osi północ-południe, świątynia ma 480 m, a po wschód-zachód - 120m.
Yonghegong składa się z pięciu hal, poprzedzonych dziedzińcami. Są to kolejno: Pawilon Niebiańskich Królów, Pawilon Harmonii i Pokoju, Pawilon Nieskończonych Łask, Pawilon Koła Dharmy oraz Pawilon Wiecznej Szczęśliwości.
Wewnątrz świątyni zachowało się wiele cennych mebli i posągów, z których największym jest znajdujący się w Pawilonie Wiecznej Szczęśliwości posąg Buddy Maitrei o wysokości 18 metrów, wyrzeźbiony z jednego pnia sandałowca o łącznej długości 26 m (część wkopana jest w ziemię).